# Teodor Dzierżek
Teodor Dzierżek herbu Nieczuja. Żył w 2 połowie XVIII wieku i na początku XIX wieku.
Syn Wojciecha (1714–1774), starosty bachtyńskiego i Barbary Dunin Wąsowicz. Brat generała Rafała Dzierżeka. Poślubił Teklę Stadnicką, córkę Szymona, konsyliarza województwa sandomierskiego w konfederacji radomskiej 1767 roku. Druga żona Helena Świeykowska, była córką kasztelana kamienieckiego i wojewody podolskiego Marcina Leonarda Świeykowskiego.
Porucznik 7 Brygady Kawalerii Narodowej w latach 1780–1788, marszałek powiatu mohylowskiego w 1804 roku.
Był kawalerem Orderu Świętego Stanisława 1789 roku.